# 大門酒造
大門酒造株式会社（だいもんしゅぞうかぶしきがいしゃ）は、大阪府交野市の酒蔵。1826年創業。
生駒山地の天然軟水から造られる日本酒は女性的であり、優しく、関西料理とよく調和する。
1826年、半左衛門喜之によって創業される。屋号は「酒屋 半左衛門」から「酒半」。
日本国外での評価も高いが、日本における日本酒需要の減少から、経営危機に陥る。それを、日本酒が好き、日本の食文化に可能性を感じている、日本の伝統に敬意を抱いている、日本文化に関わることに興味がある、といった理由をもった香港を中心とした個人投資家からの出資によって救われる。日本国外からの出資を受け入れたのは、6代目蔵元兼杜氏である大門康剛であるが、こういった日本国外からの資金受け入れの決定は日本酒業界では異例のことであった。これは、大門康剛が若い頃に世界を放浪した経歴を持つことも影響しているとみられている。
2018年時点では、代表取締役CEOとして経営を取り仕切っているのは、アメリカ合衆国出身のマーカス・コンソリーニ(Marcus Consolini)。日本の酒蔵の代表取締役に日本人以外が就任する初の事例となった。
2009年に世界初の英語で行われた酒造り講習会を開催した。この講習会は当初1年間しか実施されなかったが、2018年に再開し、日本人以外の醸造家が蔵に滞在して酒造りの直接指導を受けることができるようになっている。

## 主な銘柄
生駒山地の麓に位置し、天然の軟水を水源として利用されている。湧水を水源と利用してる酒蔵は日本全国で5％未満である。
DAIMON
利休梅
2018年にラベルをリニューアルした。

## 受賞歴
ロンドン酒チャレンジ（酒ソムリエ協会主催）
- 2016年金賞 - 純米大吟醸「DAIMON35」

TTSA(Tasting Trendies Sake Awards)
- 2020年チャンピオン - 純米吟醸「利休梅 静香」